# Szánkó az 1998. évi téli olimpiai játékokon
Az 1998. évi téli olimpiai játékokon a szánkó versenyszámait Naganóban rendezték meg február 16. és 19. között.
A férfiaknak két, a nőknek egy versenyszámban osztottak érmeket.

## Éremtáblázat
(Az egyes számoszlopok legmagasabb értéke, vagy értékei vastagítással kiemelve.)
| Az 1998. évi téli olimpiai játékok éremtáblázata szánkóban | Az 1998. évi téli olimpiai játékok éremtáblázata szánkóban | Az 1998. évi téli olimpiai játékok éremtáblázata szánkóban | Az 1998. évi téli olimpiai játékok éremtáblázata szánkóban | Az 1998. évi téli olimpiai játékok éremtáblázata szánkóban | Olimpia  |
| ---------------------------------------------------------- | ---------------------------------------------------------- | ---------------------------------------------------------- | ---------------------------------------------------------- | ---------------------------------------------------------- | -------- |
|                                                            | Ország                                                     | Arany                                                      | Ezüst                                                      | Bronz                                                      | Összesen |
| 1.                                                         | Németország (GER)                                          | 3                                                          | 1                                                          | 1                                                          | 5        |
|                                                            |                                                            |                                                            |                                                            |                                                            |          |
| 2.                                                         | Egyesült Államok (USA)                                     | 0                                                          | 1                                                          | 1                                                          | 2        |
| 3.                                                         | Olaszország (ITA)                                          | 0                                                          | 1                                                          | 0                                                          | 1        |
|                                                            |                                                            |                                                            |                                                            |                                                            |          |
| 4.                                                         | Ausztria (AUT)                                             | 0                                                          | 0                                                          | 1                                                          | 1        |
|                                                            |                                                            |                                                            |                                                            |                                                            |          |
| Összesen                                                   | Összesen                                                   | 3                                                          | 3                                                          | 3                                                          | 9        |

## Érmesek
| Az 1998. évi téli olimpiai játékok érmesei szánkóban |                                                  |          |                                                      |          |                                                        |          |
| Versenyszám                                          | Arany                                            | Arany    | Ezüst                                                | Ezüst    | Bronz                                                  | Bronz    |
| Férfi egyes                                          | Georg Hackl · Németország (GER)                  | 3:18,436 | Armin Zöggeler · Olaszország (ITA)                   | 3:18,939 | Jens Müller · Németország (GER)                        | 3:19,093 |
| Női egyes                                            | Silke Kraushaar · Németország (GER)              | 3:23,779 | Barbara Niedernhuber · Németország (GER)             | 3:23,781 | Angelika Neuner · Ausztria (AUT)                       | 3:24,253 |
| Kettes                                               | Németország (GER) · Stefan Krauße · Jan Behrendt | 1:41,105 | Egyesült Államok (USA) · Chris Thorpe · Gordon Sheer | 1:41,127 | Egyesült Államok (USA) · Mark Grimmette · Brian Martin | 1:41,217 |